# Формула-2 (2009—2012)
ФИА Формула-2 — соревнование для машин класса Формула-2, проводимое на различных трассах Европы в 2009-12 годах.

## Общая информация
Создание
Первенство ФИА Формула-2 было создано накануне 2009 года в качестве более дешёвой альтернативы уже существовавшим в тот период чемпионатам GP2 и Формула-Рено 3.5. Воплощённая концепция предполагала монокомандное моноформульное первенство, где для уравнивания возможностей пилотов после каждого этапа внутри пелотона происходила ротация гоночных инженеров. Организация, выбранная управлять функционированием серии — MotorSport Vision — ранее имела опыт организации аналогичного первенства на более низком уровне: чемпионата Formula Palmer Audi, в своё время созданного как альтернатива британской Формулы-3. Техническими поставщиками новой серии выступили компании Williams F1 и Audi, создавшие по запросу организаторов шасси с весьма ограниченным объёмом аэродиномических элементов и 1,6-литровый двигатель с турбонагнетателем, соответствующий регламенту FIA по безопасности для подобной техники от 2005 года. Полный вес болида составил 907 кг, а его максимальная скорость — 241 км/ч. Гонщику также предоставлялась возможность в ходе гонок краткосрочно использовать специальный «ускоритель», поднимавший мощность мотора с 400 до 450 л.с.
Формат уик-энда и очковая система
Каждый уик-энд серии состоял из двух 175-километровых гонок (позднее их дистанцию пересмотрели до 40-минутного временного лимита), каждой из которых предшествовала 90-минутная тренировка и часовая квалификация. Подготовкой каждой машины централизована занималась компания MSV, регулярно ратировавшая технику внутри пелотона. В зачёт чемпионата шли лишь результаты пилотов в гонках, начисление бонусных очков было не предусмотрено.
- Детальная схема присуждения очков такова:

|              | 1  | 2  | 3  | 4  | 5  | 6 | 7 | 8 | 9 | 10 |
| ------------ | -- | -- | -- | -- | -- | - | - | - | - | -- |
| 2009 год     | 10 | 8  | 6  | 5  | 4  | 3 | 2 | 1 | 0 | 0  |
| 2010-12 годы | 25 | 18 | 15 | 12 | 10 | 8 | 6 | 4 | 2 | 1  |

Функционирование
Серия просуществовала четыре сезона, но так и не вывела ни одного из своих призёров в Формулу-1 и накануне сезона-2013, из-за недостаточного числа заявок, была закрыта. Более других в связи с чемпионатом известно имя Генри Сёртиса, скончавшегося в июле 2009 года от травм, полученных во время этапа серии на трассе Брэндс-Хэтч.

## Призёры первенства
| Сезон | Призёры первенства | Призёры первенства | Призёры первенства |
| Сезон | Чемпион            | Второй             | Третий             |
| ----- | ------------------ | ------------------ | ------------------ |
| 2009  | Энди Соучек        | Роберт Викенс      | Михаил Алёшин      |
| 2010  | Дин Стоунмен       | Джолион Палмер     | Сергей Афанасьев   |
| 2011  | Мирко Бортолотти   | Кристофер Дзанелла | Рамон Пинейро      |
| 2012  | Лучано Бачета      | Матео Тушер        | Кристофер Дзанелла |